# ارغول ميراي شاهين
إرغول ميراي شاهين (باللغة التركية: Ergül Miray Şahin) (ولدت في مدينة إسطنبول في عا م 1989)، وهي ممثلة تركية ، عاشت طفولتها بقرية سبانكا ، درست تاريخ الفن المسرحي في جامعة اسطنبول، وبعد تخرجها دخلت عالم التمثيل والفن وذلك سنة 2006م، قامت بأعمال تلفزيونية وسينمائية عديدة من أهمها: أحب يا أخي 2006 ومسلسل الطرق المتربة 2013 والشوارع الخلفية 2011

## المسلسلات التلفزيونية والأفلام التي شاركت
- أحب يا أخي 2006

- الشوارع الخلفية 2011

- الطرق المتربة 2013

- أبعد الناس 2013

- رغم الاحزان 2013

- الحياة الهادئة 2015

- جناح طائر الحب 2016